# Cá tầm mũi xẻng
Cá tầm mũi xẻng, Scaphirhynchus platorynchus, là loài cá tầm nhỏ nhất có nguồn gốc từ Hoa Kỳ. Cá tầm mũi xẻng là loài cá tầm phong phúng nhất, được tìm thấy trong các hệ thống sông Missouri và sông Mississippi. Cá tầm mũi xẻng bị đánh bắt thương mại chỉ ở Hoa Kỳ (Pflieger 1997).

## Thông tin bổ sung
- Sturgeon Specialist Group (1996). Scaphyrhynchus platorynchus. Sách đỏ 2006. IUCN 2006. Truy cập ngày 11 tháng 5 năm 2006.
- Scaphirhynchus platorynchus (TSN 161082) tại Hệ thống Thông tin Phân loại Tích hợp (ITIS).
- {{FishBase_species|genus=Scaphirhynchus|species=platorynchus|year=2006|P]]